# Teorema de Peter-Weyl
El Teorema de Peter-Weyl es un resultado básico en la teoría del análisis armónico, aplicado a grupos topológicos que son compactos, pero no necesariamente abelianos. Hermann Weyl, junto con su estudiante Peter, lo probó en la configuración de un grupo compacto de Lie, G. El teorema generaliza los hechos significantes sobre la descomposición de la representación regular de un grupo finito, como fue descubierto por F.G. Frobenius e Issai Schur.
Para establecer el Teorema, primero es necesaria la idea del Espacio de Hilbert sobre {\displaystyle G}, {\displaystyle L^{2}(G)}; esto es razonable puesto que la medida de Haar existe en {\displaystyle G}. Llamando este espacio {\displaystyle H}, el grupo {\displaystyle G} tiene una representación unitaria en {\displaystyle H} actuando por la derecha o por la izquierda. Esto implica una representación de {\displaystyle G\times G} vía 

{\displaystyle \rho (h,k)[f](g)=f(h^{-1}gk).}

Esta representación se descompone en la suma de {\displaystyle {\bar {r}}\otimes r} por cada representación finita irreducible de G donde {\displaystyle {\bar {r}}} es la representación dual. Esto significa que hay una descripción de suma directa de {\displaystyle H} con la indicación de todas las clases (hasta el isomorfismo) de representaciones unitarias irreducibles de {\displaystyle G}.
Esto implica inmediatamente la estructura de {\displaystyle H} para las representaciones diestra o zurda de {\displaystyle G}, que es la suma directa de cada {\displaystyle \rho }; tantas veces como su dimensión (siempre finita).

## Estructura de Grupos Topológicos Compactos
Desde el teorema, se puede deducir un Teorema Estructural General significativo. Sea {\displaystyle G} un grupo topológico compacto, que se asume "Hausdorff". Por cada subespacio {\displaystyle V} finito, dimensional e invariante en {\displaystyle G} de {\displaystyle L^{2}(G)}, donde {\displaystyle G} actúa por la izquierda, se puede considerar la imagen de {\displaystyle G} en {\displaystyle \mathrm {GL} (V)}. Es cerrado, ya que {\displaystyle G} es compacto, y el subgrupo del grupo de Lie {\displaystyle \mathrm {GL} (V)}. Después, el Teorema de Cartan (de Élie Cartan) que la imagen de {\displaystyle G} también es un grupo de Lie.
Si ahora se toma el límite (en el sentido de la teoría de las categorías) sobre todos los espacios {\displaystyle V}, se obtiene un resultado acerca de {\displaystyle G} - puesto que {\displaystyle G} actúa en {\displaystyle L^{2}(G)}. Se puede decir entonces que {\displaystyle G} es un límite inverso de un grupo Lie. Desde luego, puede no necesariamente ser un grupo de Lie: puede ser, por ejemplo, un grupo profinito.
- Datos: Q1529941